# Marianne Vos

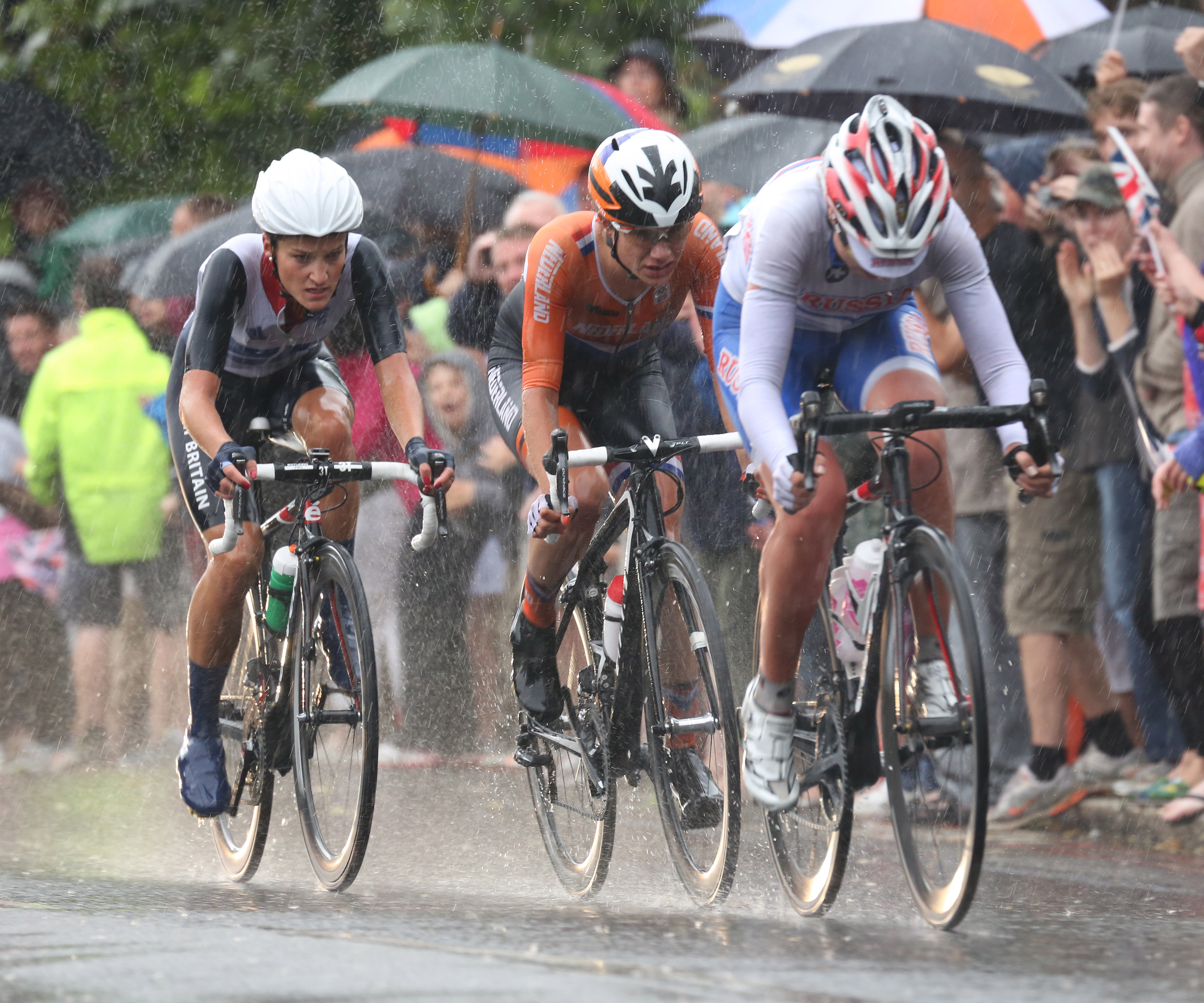
Marianne Vos, i mitten, på väg mot segern i linjeloppet under Olympiska sommarspelen 2012 i London.

Marianne Vos, född 13 maj 1987 i 's-Hertogenbosch, är en nederländsk professionell cykelcross-, ban- och landsvägscyklist.
Efter att ha vunnit de europeiska mästerskapen och världsmästerskapen för juniorer blev Marianne Vos professionell. Hon blev världsmästare i cykelcross och landsvägscykling som 19-åring. Hon vann också poängtävlingen i världsmästerskapen i bancykling under säsongen 2008. Det gjorde att hon blev den första världsmästaren i alla de tre grenarna, landsväg, bancykling och cykelcross. Vos har också tagit guld i de Olympiska sommarspelen 2008 i poänglopp och vunnit linjeloppet under de Olympiska sommarspelen 2012.

## De tidiga åren
Marianne Vos började cykla på landsväg när hon var sex år efter att ha sett sin äldre bror tävla, som redan var en cyklist. I början tränade hon med sin brors lag eftersom hon var för ung för att tävla. Under vintern började hon också cykla cykelcross. Åldersgränsen för att tävla var åtta år och när hon nått den åldern började hon att tävla i de båda grenarna. Hon tränade också hastighetsåkning på skridskor och på inlines. När hon blev 14 år slutade hon med inlinesåkningen och började i stället cykla mountainbike.

## Professionella karriären
Marianne Vos vann två nationsmästerskap (mountainbike och landsvägscykling för juniorer) under säsongen 2002 och hon slutade tvåa i tempoloppet efter Roxanne Knetemann. Året därpå vann hon återigen mästerskapen i mountainbike. Hon slutade tvåa i landsvägsloppets tempolopp.
Under året 2004 vann hon sin första internationella tävling, i Gieten. Hon slutade trea i Nederländernas linje- och tempolopp. Hon vann cykelcrosstävlingar i Surhuisterveen och Pijnacker-Nootdorp. Hon blev för tredje gången nederländsk juniormästare i mountainbike innan Marianne Vos fortsatte till Verona där världsmästerskapen hölls 2004. Vos vann där världsmästerskapen i linjelopp för juniorer. Hon var då 17 år och bröt i väg på det sista varvet av tävlingen och vann tävlingen genom soloutbrytningen. I slutet av året blev hon utsedd till Sport FM Sportswoman of the year 2004.
Som världsmästare tog Vos hem landsvägstiteln under de nationella mästerskapen framför 2004 års mästare Ellen van Dijk. Senare den veckan vann Van Dijk tempoloppet framför Maxime Groenewegen, medan Marianne Vos slutade trea igen. Som senior, samma år, slutade han tvåa på de nederländska cykelcrossmästerskapen före Daphny van den Brand. Marianne Vos tog senare sin fjärde mästerskapstitel i mountainbike innan hon vann ett juniorvärldscupmöte i Houffalize. Hon slutade fyra på världsmästerskapen i cykelcross och en vecka senare vann hon ett lopp i Heeswijk. Efter det loppet började Vos att tävla i seniortävlingarna. I slutet av säsongen slutade Marianne Vos två på världsmästerskapen efter Danmarks cyklist Mie Bekker Lacota.
Under vintersäsongen fortsatte Vos att tävla i cykelcross och sex veckor efter sin silvermedalj i Salzburg vann hon tävlingar i Harderwijk och Suameer. I de europeiska cykelcrossmästerskapen skulle Marianne Vos hjälpa favoriten till vinsten Daphny van den Brand att vinna tävlingen men Vos vann i stället tävlingen före van den Brand. Efter de europeiska mästerskapen vann hon två tävlingar i Gieten och Loenhout. Även det året fick hon pris som Sport FM Sportswoman of the year 2005.

### 2006
Direkt på den nya säsongen, 1 januari 2006, vann nederländskan en tävling i Pétange. En vecka senare i de nederländska mästerskapen i cykelcross i Huijbergen slutade Daphny van den Brand guldmedaljen framför Marianne Vos, som tog silver. Vos bestämde sig därefter att koncentrera sig på att vinna världsmästerskapen i cykelcross, som skulle gå av stapel i hemlandet. Bara Hanka Kupfernagel och van den Brand kunde utmana Marianne Vos i tävlingen. En spurt mellan Kupfernagel och Vos blev avgörande för vinsten efter att van den Brand blivit tvungen att byta cykel. Vos vann guldmedaljen.
Under landsvägssäsongen vann Marianne Vos etapp 5 av Gracia-Orlova Tour i Tjeckien. Samma vecka vann hon Omloop van Borsele för andra gången på rad. Hon åkte också over till Spanien och tävlade i Emakumeen Bira där hon vann den första etappen. Hon vann också nationsmästerskapen i linjelopp. I juni blev hon utsedd till Nederländernas sporttalang året 2006.
Några veckor senare vann hon Omloop van Valkenburg. 
Eftersom hon fortfarande var ung nog att tävla som junior valde hon att tävla i de europeiska nationsmästerskapen i linjelopp i Valkenburg, där hon vann spurten över italienaren Tatiana Guderzo. Hon vann senare två etapper och totalsegern i Tour Féminin en Limousin.
I augusti skrev hon ett femårskontrakt med det nederländska stallet Team DSB-Ballast Nedam. Därefter vann hon etapp 4 av Trophée d'Or Féminin före Tanja Schmidt-Hennes. Efter att ha blivit silvermedaljör i världsmästerskapen 2005 återvände Vos till tävlingen för att tävla i seniorlandsvägstävlingen. Loppet slutade med en spurt mellan 15 kvinnor och Vos tog hem segern i loppet.
Under de europeiska cykelcrossmästerskapen 2006 tog Vos bronsmedaljen efter Daphny van den Brand and Hanka Kupfernagel.

### 2007
Under säsongen 2007 blev Marianne Vos vinnaren av världscupen efter att ha vunnit tävlingarna La Flèche Wallonne Féminine och Rund um die Nürnberger Altstadt. Under säsongen vann hon också tre etapper och slutställningen på Giro di San Marino. Hon vann också Ronde van Gelderland, Omloop van Borsele och en etapp på Tour de l'Aude Cycliste Feminin. I mitten av juni vann hon två etapper på Emakumeen Bira. Hon slutade tvåa på tävlingen 25 sekunder efter den svenska cyklisten Susanne Ljungskog. Hon vann etapp 2 av Giro d'Italia Femminile, där hon också hade två andra placeringar på etapperna 5 och 7. I slutet av säsongen slutade hon tvåa i världsmästerskapen framför italienskan Marta Bastianelli. 
Under säsongen vann hon det europeiska linjeloppsmästerskapet för U23-cyklister.
Efter världsmästerskapen tog säsongen slut och hon fortsatte säsongen på bana genom att vinna scratch- och poängtävlingen i en tävling i Peking. Två tävlingar som hon också vann på de nederländska nationsmästerskapen på bana.

### 2008
Marianne Vos slutade tvåa bakom Hanka Kupfernagel när cykelcrossmästerskapen avgjordes i slutet av januari 2008. Innan silvermedaljen hade hon Vierdaagse van Rotterdam, en tävling på bana, tillsammans med Adrie Visser. I februari vann hon scratch i Köpenhamn och en månad senare segrade hon i poängtävlingen i världsmästerskapen på bana.
Under landsvägssäsongen vann hon Gran Prix International Dottignies i april. Hon segrade i La Flèche Wallonne Féminine och på tre etapper av Gracia–Orlova, vilket ledde henne till seger i tävlingen. 
Under maj åkte Marianne Vos över till El Salvador och vann där GP De Santa Ana. Hon vann också tre etapper och slutställningen på Vuelta Ciclista Femenina a el Salvador. Dagarna senare vann hon Vuelta a Occidente på El Salvador, då hade hon vunnit tre etapper under tävlingen.
Hon återvände till Europa och vann fyra etapper och slutställningen av det spanska loppet Emakumeen Bira. I slutet av juni vann hon de nederländska nationsmästerskapen i linjelopp. Hon vann etapperna 2 och tre av Krasna Lipa Tour Féminine innan hon åkte över till de Olympiska sommarspelen 2008, där hon slutade sexa i linjeloppet och slutade på 14:e plats i tempoloppet. Bättre gick det på bana där hon tog guldmedaljen i kvinnornas poänglopp, genom att ta ett helt varv på sina konkurrenter på varv 33 av 100. Marianne Vos blev den första nederländska kvinna att vinna ett poänglopp under de Olympiska spelen.
Hon fortsatte sin säsong med att sluta trea på etapp 1 av Holland Ladies Tour, innan hon slutade tvåa på den sjätte etappen. I världscupen slutade hon trea efter Judith Arndt och Suzanne de Goede. I mitten av september 2008 vann nederländskan etapp 2a i Giro della Toscana Femminile och slutade tvåa efter Ina-Yoko Teutenberg på etapp 4. I slutet av tävlingen stod det klart att hon slutade på tredje plats efter Judith Arndt och Trixi Worrack i sammanställningen. I slutet av september tog hon silver i världsmästerskapen i Varese efter den brittiska cyklisten Nicole Cooke.
Efter världsmästerskapen inom landsvägscykling började cykelcross-säsongen. Marianne Vos slutade tvåa i tävlingarna i Frankfurt am Main och Antwerpen efter Kupfernagel innan hon vann tävlingen i Zolder framför tyskan. I Loenhout slutade Vos trea bakom Daphny van den Brand och Katie Compton.

### 2009
Säsongen 2009 startade den 1 januari när Vos slutade tvåa i Pétange efter den amerikanska cyklisten Georgia Gould. Några dagar där på deltog hon tillsammans med tyskan Angela Hennig i velodromtävlingen Vierdaagse van Rotterdam. Paret slutade trea i tävlingen. Marianne Vos vann, i februari 2009, världsmästerskapen i cykelcross före Hanka Kupfernagel och amerikanskan Katherine Compton. Hon vann senare cykelcrosstävlingen i Oostmalle framför Daphny van den Brand och Sanne Cant, innan landsvägssäsongen kom igång på riktigt. Den 20 mars slutade hon trea på GP Costa Etrusca bakom Emma Pooley och Kristin Armstrong. 
Vos vann Trofeo Alfredo Binda-Comune di Cittiglio och Ronde van Drenthe innan hon fortsatte med att vinna Vallonska pilen, för tredje gången, framför Emma Johansson och Claudia Häusler. Han slutade tvåa på Omloop van Borsele innan han vann etapp 1 av Gracia-Orlova; en tävling som han slutade på tredje plats bakom Trixi Worrack och Fabiana Luperini. 
Kristin Armstrong vann Berner Rundfahrt framför Marianne Vos. På Tour de l'Aude Cycliste Féminin vann han etapp 4, 7 och 8. Under tävlingen slutade han på tredje plats på etapp 1. Han slutade Tour de l'Aude Cycliste Féminin på tredje plats bakom Claudia Häusler och Trixi Worrack. 
Marianne Vos slutade på andra plats på etapp 1 av Grande Boucle Féminine Internationale. Han slutade på tredje plats på etapp 2 innan han vann etapp 4 framför Christiane Soeder och Regina Bruins. Han slutade Grande Boucle Féminine Internationale på tredje plats bakom Emma Pooley och Christiane Soeder. 
Marianne Vos vann de nederländska mästerskapens linjelopp. Hon tog bronsmedalj på Europamästerskapens tempolopp och linjelopp. Han slutade trea på etapp 1 av Tour de Bretagne innan hon vann etapp 1 av Thüringen-Rundfahrt der Frauen. Hon slutade trea på etapp 2 och 4 av Thüringen-Rundfahrt der Frauen; en tävling där hon slutade på andra plats bakom Linda Villumsen. 
Marianne Vos vann världscuptävlingen Open de Suede Vårgarda framför Kirsten Wild och Emma Johansson. I augusti vann Marianne Vos den nederländska tävlingen Holland Hills Classic. På GP Ouest France slutade hon på andra plats bakom den brittiska cyklisten Emma Pooley. Hon vann Holland Ladies Tour under säsongen 2009; det efter att ha slutat på prispallen på flera av etapperna. Marianne Vos ledde världscupen med 12 poäng till Emma Johansson inför världscupfinalen, Rund um die Nürnberger Altstadt. Holländskan slutade på sjätte plats, medan Emma Johansson slutade på 13:e plats. Det innebär att Marianne Vos vann världscupen med 28 poäng till Johansson.
På etapp 3 av Giro della Toscana Femminile slutade nederländskan på andra plats bakom Tatiana Guderzo. Vos vann senare etapp 4 och 6 av tävlingen. På världsmästerskapens linjelopp tog hon silvermedalj bakom Guderzo.
När landsvägssäsongen var över började Marianne Vos återigen att tävla i cykelcross. Nederländskan vann de Europeiska mästerskapen i Hoogstraten, Belgien, framför Daphny van den Brand. Katie Compton vann världscuptävlingen i Nommay med 35 sekunder framför Vos.

## Stall
- Team DSB-Ballast Nedam 2006
- Team DSB Bank 2007–2009
- Nederland Bloeit 2010–2011
- Rabo Women Cycling Team 2012–